# Saurisquis
Els saurisquis (Saurischia, del grec ‘maluc de llangardaix’) és un dels dos ordres tradicionals dels dinosaures.
El 1888, Harry Seeley classificà els dinosaures en dos grans ordres, basant-se en l'estructura de la seva pelvis. Els saurisquis es distingeixen dels ornitisquis per retenir la configuració ancestral dels ossos de la pelvis. Tots els dinosaures carnívors (els teròpodes) són membres dels saurisquis, juntament amb un dels dos grans llinatges de dinosaures herbívors, els sauropodomorfs. Al final del Cretaci, totes les famílies de saurisquis, excepte els ocells, desaparegueren en la gran extinció del Cretaci. Es caracteritzen pel fet que la major part d'individus tenen el pubis en la mateixa direcció que la d'un llangardaix, cap endavant, apuntant cap als intestins.
Si es considera com un grup que només inclogui rèptils (consideració que depèn de la font consultada), llavors és un grup parafilètic que exclou els ocells i, per tant, no forma un clade.

## Filogènesi
El cladograma següent ha estat adaptat de Weishampel et al., 2004.
|  | Saturnalia           |
|  |                      |
|  | ? Thecodontosauridae |
|  |                      |
|  | Prosauropoda         |
|  |                      |
|  | Sauropoda            |
|  |                      |

|              | Spinosauroidea                                                |
|              |                                                               |
| Avetheropoda | \| \| Carnosauria \| \| \| \| \| \| Coelurosauria \| \| \| \| |
|              | \| \| Carnosauria \| \| \| \| \| \| Coelurosauria \| \| \| \| |
|              | Carnosauria                                                   |
|              |                                                               |
|              | Coelurosauria                                                 |
|              |                                                               |

|  | Carnosauria   |
|  |               |
|  | Coelurosauria |
|  |               |

|              | Spinosauroidea                                                |
|              |                                                               |
| Avetheropoda | \| \| Carnosauria \| \| \| \| \| \| Coelurosauria \| \| \| \| |
|              | \| \| Carnosauria \| \| \| \| \| \| Coelurosauria \| \| \| \| |
|              | Carnosauria                                                   |
|              |                                                               |
|              | Coelurosauria                                                 |
|              |                                                               |

|  | Carnosauria   |
|  |               |
|  | Coelurosauria |
|  |               |

|  | Saturnalia           |
|  |                      |
|  | ? Thecodontosauridae |
|  |                      |
|  | Prosauropoda         |
|  |                      |
|  | Sauropoda            |
|  |                      |

|              | Spinosauroidea                                                |
|              |                                                               |
| Avetheropoda | \| \| Carnosauria \| \| \| \| \| \| Coelurosauria \| \| \| \| |
|              | \| \| Carnosauria \| \| \| \| \| \| Coelurosauria \| \| \| \| |
|              | Carnosauria                                                   |
|              |                                                               |
|              | Coelurosauria                                                 |
|              |                                                               |

|  | Carnosauria   |
|  |               |
|  | Coelurosauria |
|  |               |

|              | Spinosauroidea                                                |
|              |                                                               |
| Avetheropoda | \| \| Carnosauria \| \| \| \| \| \| Coelurosauria \| \| \| \| |
|              | \| \| Carnosauria \| \| \| \| \| \| Coelurosauria \| \| \| \| |
|              | Carnosauria                                                   |
|              |                                                               |
|              | Coelurosauria                                                 |
|              |                                                               |

|  | Carnosauria   |
|  |               |
|  | Coelurosauria |
|  |               |